# Аугуст Цилић
Аугуст Цилић (Аграм, 10. август 1891 — Загреб, 30. март 1963) је био југословенски филмски и позоришни глумац.

## Биофрафија
У почетку глумио је у путујућим групама. Год. 1915–22. био је ангажован као комичар, редитељ и певач у Вараждину, затим је наступао на загребачким кабаретним позорницама до 1925, када је постао члан загребачкога ХНК-а. 
Од окупације организовано је радио за НОП. Члан КПЈ постао је 1942. На ослобођеној територији је био од 1944 када је постао члан Казалишта народног ослобођења Хрватске. После ослобођења био је активан друштвени радник. Његов је лик приказан у десетој епизоди телевизијске серије Непокорени град из 1982. године гдје га је тумачио Шпиро Губерина.

## Филмографија
Глумац  |  Селф  |  
| Глумац | ▲ |
| ------ | - |

Дугометражни филм  |  Кратки филм
|                   | 1910 | 1920 | 1930 | 1940 | 1950 | 1960 | Укупно |
| ----------------- | ---- | ---- | ---- | ---- | ---- | ---- | ------ |
| Дугометражни филм | 2    | 1    | 0    | 1    | 7    | 1    | 12     |
| Кратки филм       | 0    | 0    | 0    | 0    | 1    | 0    | 1      |
| Укупно            | 2    | 1    | 0    | 1    | 8    | 1    | 13     |
|           | Назив                  | Улога                                   |
| --------- | ---------------------- | --------------------------------------- |
| 1919      | Матија Губец           | /                                       |
| 1919      | Двије сиротице         | /                                       |
| 1920-te ▲ |                        |                                         |
| 1925      | Дворови у самоћи       | /                                       |
| 1940-te ▲ |                        |                                         |
| 1944      | Лисински               | /                                       |
| 1950-te ▲ |                        |                                         |
| 1952      | Цигули Мигули          | Валентин Зугец гостионичар              |
| 1953      | Камени хоризонти       | Стриц Миљa                              |
| 1955      | Јубилеј господина Икла | Леополд                                 |
| 1957      | Свога тела господар    | Мата поштар                             |
| 1958      | Цеста дуга годину дана | Ђед Грегорије                           |
| 1959      | Јурњава за мотором     | /                                       |
| 1960-te ▲ |                        |                                         |
| 1961      | Пустолов пред вратима  | Заступник твртке за надгробне споменике |
|      | Назив           |
| ---- | --------------- |
| 1958 | У нашег Мартина |
| Селф | ▲ |
| ---- | - |

Кратки документарни филм
|      | Назив                   |   |
| ---- | ----------------------- | - |
| 1957 | Иза казалишне рампе     |   |
| 1958 | Таква пјесма све осваја | / |

## Позориште
Важније улоге: 
- Медобуз          (Т. Брезовачки, Диогенеш)
- Швејк            (Ј. Хашек, Добри војак Швејк)
- Харпагон и Арган (Молијер, Шкртац и Умишљени болесник)
- Хјалмар Екдај    (Х. Ибсен, Дивља патка)